# قائمة الرحلات الخارجية للرئيس الرابع عشر لإيران
يتناول هذا المقال قائمة الرحلات الخارجية للرئيس التاسع للجمهورية الإسلامية الإيرانية مسعود بزشكيان في الحكومة الرابعة عشرة منذ بداية هذه الحكومة .
| سنة 1403 | سنة 1403 | سنة 1403                                        | سنة 1403    | سنة 1403       | سنة 1403        | سنة 1403 |
| ر        | دولة     | المقاطعة (المقاطعات)                            | تاريخ البدء | تاريخ الانتهاء | رئيس الدولة     | مصدر     |
| -------- | -------- | ----------------------------------------------- | ----------- | -------------- | --------------- | -------- |
| 1        | العراق   | بغداد، النجف، كربلاء، أربيل، السليمانية، البصرة | 2024/9/11   | 2024/9/13      | عبد اللطيف رشید | [ 1 ]    |